# Св. св. Теодор Тирон и Теодор Стратилат и Света Анастасия Узорешителница (Сикиес)
„Св. св. Теодор Тирон и Теодор Стратилат и Света Анастасия Узорешителница“ (на гръцки: Ι. Ν. Αγίων Θεοδώρων & Αγίας Αναστασίας Φαρμακολυτρίας Συκεών) е православна църква в солунското предградие Сикиес, Гърция, енорийски храм на Неаполската и Ставруполска епархия.
Църквата е разположена на улица „Кавкасос“ № 27, на най-високата точка на Сикиес, близо до мястото, където се е намирал византийски храм от VII век, посветен на Теодор Тирон и Теодор Стратилати или на Свети Меркурий, от който са открити основите и красиви подови мозайки. С разрешение на митрополит Пантелеймон Солунски в 1964 година е построен малък храм „Св. св. Теодор Тирон и Теодор Стратилат“ с площ от 60 m2. През 1965 година митрополит Пантелеймон основава и едноименната енория, обслужвана от храма. На 18 март 1973 година митрополит Леонид Солунски полага основите на величествения нов храм, посветен и на Света Анастасия Узорешителница, чийто приземен етаж е открит на 15 ноември 1975 г. от митрополит Дионисий Неаполски и Ставруполски. Изграждането на храма продължава 14 години и е открит на 27 май 1990 година от митрополит Дионисий. В архитектурно отношение е византийски кръстовиден храм с купол.